# Antonio Joaquín Afán de Ribera
Antonio Joaquín Afán de Ribera y Gónzález de Arévalo (Granada, 7 de febrero de 1834 - Granada, 5 de septiembre de 1906) fue un abogado, dramaturgo, cuentista, periodista y poeta español.

## Biografía
Procedía de una familia noble, descendiente del Adelantado de Andalucía Per Afán de Ribera. Aunque su fama no llegó a traspasar los límites de la provincia, fue popularísimo en su ciudad natal, donde ejerció como juez municipal del juzgado del Campillo durante gran parte de su carrera. Realizó estudios de ingeniería en Madrid y de Medicina en Granada. Reunía los títulos de bachiller en Ciencias, doctor en Derecho y en Filosofía y Letras.
Sus trabajos tienen el sello de la localidad, siendo el asunto de sus aficiones la historia de Granada, sobre la que compuso multitud de tradiciones y leyendas. Fue colaborador de La Alhambra de Granada, redactor de Gente vieja y contertulio de la Cofradía del Avellano, tertulia artística y literaria encabezada por Ángel Ganivet, muy influyente en la cultura granadina. Era también conocido con el sobrenombre de «Gaudente el Viejo», utilizado por Ganivet para nombrar uno de los personajes de su novela Los trabajos del infatigable creador Pío Cid. Fue fundador y alma de la Academia del Carmen de las Tres Estrellas, tertulia literaria que se reunía en su casa del Albaicín y que perduró más de un cuarto de siglo.
En política se adhirió al carlismo durante el Sexenio Revolucionario (en 1873 formaba parte de la Junta Carlista de Granada) y dirigió el primer diario carlista granadino, La Esperanza del Pueblo, patrocinado por los arabistas de la Universidad de Granada Francisco Javier Simonet y Leopoldo Eguílaz, con el apoyo de más de una treintena de profesores de la misma universidad.
Fue padre de Juan Pedro Afán de Ribera y Rodríguez, quien llegaría a ser el abogado más viejo de España, y abuelo del dramaturgo y zarzuelista Antonio Paso y Cano.
Está enterrado en el cementerio de San José de Granada (patio II, bóveda 3, sección 2).

## Obra
Dio a la escena bastantes obras, muchas con el seudónimo de Juan Soldado, pero no logró en este género la popularidad que en el legendario y el tradicional.
Publicó del género dramático:
- El laberinto
- La estrella de la esperanza
- Glorias de granada (en colaboración con F. Manzano Oliver)
- El liceo en escena
- El bufón de don Juan II (en colaboración con Francisco Mendo de Figueroa)
- Corte y cortijo
- El pensionista
- Farinelli, zarzuela (Granada, 1855)
- Tres damas para un galán, comedia
- El alcalde vinagre
- Virtud al uso y Mística a la moda
- El nuevo Fígaro
- Antiguos y modernos
- Aurora
- Las doce y media...y cerrado, zarzuela con música de Rafael Calleja

Sus mejores obras son:
- Leyendas granadinas, prosa y verso
- Momentos de ocio y Auras de Genil, poesías

Tradiciones en prosa y verso:
- Los días del Albaicín (Madrid, 1885)
- Del Veleta á sierra Elvira

más otras muchas poesías que vieron la luz en publicaciones periódicas y no llegaron a formar colección. En El Defensor de Granada publicó su novela, El resplandor de la luna llena, que no llegó a terminar.

## Distinciones
- Premio de la Academia de Ciencias de Londres, por un trabajo sobre astronomía.
- Gran cruz de la Orden de Isabel la Católica.
- Gran cruz de la Orden Civil de Beneficencia.
- Gran cruz de la Orden de Alfonso XII.
- Comendador de la Orden de Carlos III.
- Caballero de la Orden de Malta.
- Académico numerario de la Academia de Bellas Artes de Granada.
- Miembro correspondiente de la Real Academia de la Historia.
- Miembro correspondiente de la Real Academia de San Fernando.